# Литературная теория
Литературная теория (с греческого — наблюдение, исследование) — это отрасль литературоведения, которая научно осмысливает и обобщает закономерности, а также особенности развития художественного творчества, разрабатывает и систематизирует литературные понятия. Она может быть разделена на два вида:
- сравнительную (основывается на изучении текстов из различных источников, стран, эпох)
- общую литературную теорию (основывается на изучении её формы)

Литературная теория как абстрактная, обобщающая и отдельная наука формировалась постепенно на основе размышлений, анализа художественного творчества, искусства вообще. В процессе дифференциации гуманитарных знаний сформировалась в конце XVIII—XIX веков, продолжая взаимодействовать с философией, эстетикой, поэтикой, историей литературы и литературной критикой.
Также система научных понятий, которую ввела эта теория литературы, является достаточно сложной и разнообразной. Она может делиться на несколько разделов. Прежде всего теория литературы изучает сущность, содержание и форму художественной литературы, её специфику и её функции как самостоятельного вида искусства и самостоятельной науки. Далее в литературную теорию входит её разделение на роды и жанры. Рене Веллек написал сочинения на тему теории литературы в 8 томах (о том, какова литературная теория в разных эпохах и странах).
Основными жанрами, которые изучает теория литературы, являются монография, статья, обзор, эссе. К основным задачам теории литературы принадлежит рассмотрение закономерностей развития языка художественной литературы, особенностей стихосложения и тому подобное.